# 3296 Боск Алеґре
3296 Боск Алеґре (3296 Bosque Alegre) — астероїд головного поясу, відкритий 30 вересня 1975 року.
Тіссеранів параметр щодо Юпітера — 3,320.